# 東華軒
株式会社東華軒（とうかけん）は、神奈川県小田原市に本社を置き、主として東日本旅客鉄道東海道本線・小田急小田原線などの駅構内販売用弁当を製造・販売する食品メーカーである。1888年（明治21年）に創業者が国府津駅構内で国鉄東海道本線初の駅弁を販売したことに始まる。

## 概要
神奈川県小田原市の小田原駅、静岡県熱海市の熱海駅を中心として神奈川県西湘・湘南地方及び静岡県伊豆北部に直営売店を出店し、相模湾・湘南地方産の食材を使用した駅弁等の販売、飲食業を行う他、小田原ターミナルホテル向け朝軽食などの弁当・調理パン類の宅配、ケータリング等のサービスも行っている。株式会社あさひ（飲食業、名産品の販売）と共にHELLO'S（ハローズ）グループを形成している。
社名の「東華軒」は、東国東海に咲く見事な花でありたいとの願いと、華軒が貴人乗用の車を意味するところから来ているという。

## 歴史
- 1888年（明治21年）7月1日 - 足柄下郡国府津村（現：小田原市）で旅館を営んでいた飯沼ヒデが東海道本線国府津駅構内で竹の皮に包んだ握り飯を販売。これが東海道本線最初の駅弁とされる。
- 1901年（明治34年）3月25日 - 二代目当主・飯沼フジに手荷物運搬営業（赤帽）の許可が下りる。
- 1920年（大正 9年）10月21日 - 国鉄熱海線（現：東海道本線）小田原駅開業と同時に構内の手荷物運搬営業開始。また同日、小田原電気鉄道小田原駅前駅待合所に出店。
- 1922年（大正11年）10月18日 - 小田原駅構内立売営業承認を受け、翌年1月より構内で駅弁販売開始。
- 1927年（昭和 2年）9月1日 - 箱根登山鉄道箱根湯本駅構内で立売営業開始。
- 1933年（昭和 8年）5月10日 - 株式会社東華軒設立。個人営業から法人組織となる。
- 1938年（昭和13年）12月15日 - 熱海駅構内立売営業開始。
- 1940年（昭和15年）7月6日 - 鉄道省逗子海の家で食堂営業開始。
- 1961年（昭和36年）2月16日 - 小田原駅本屋口・熱海駅待合室内に売店の承認。
- 1961年（昭和36年）3月1日 - 熱海～静岡間の急行列車内で立売営業開始。
- 1962年（昭和37年）3月1日 - 湯河原駅ホーム売店営業開始。
- 1964年（昭和39年）4月5日 - 真鶴駅待合室内出店。日曜・祭日のみの臨時営業。
- 1964年（昭和39年）10月1日 - 東海道新幹線開業と同時に小田原駅・熱海駅の新幹線ホームでの営業、小田原駅新幹線待合室コーヒーショップの営業開始。
- 1968年（昭和43年）7月25日 - 小田原～横浜間の列車内で立売営業開始。
- 1969年（昭和44年）4月11日 - 小田原営業所完成。
- 1969年（昭和44年）8月1日 - 大磯駅構内営業開始。（2008年 駅舎改装により閉店）
- 1972年（昭和47年）7月20日 - 真鶴駅構内の営業を毎日営業に。
- 1988年（昭和63年）12月1日 - 小田急電鉄新宿駅構内の店舗に委託販売開始。
- 1989年（平成元年）11月10日 - 現本社工場完成。

## 主な商品
- 特選小鯵押寿司 - 1903年（明治36年）から発売。相模湾近海で水揚げされた小鯵を関西風の押し寿司にしている。東海道を代表する名物駅弁である[1]。
- 鯛めし - 1907年（明治40年）から発売。相模湾の鯛をおぼろにしてご飯の上にまぶしたもの。
- だし香る鯛めし - 金目鯛と鯛の2種類を一度に楽しめるお弁当。2019年7月12日に発売[2]。
- デラックスこゆるぎ - 地名・小田原の由来「小由留木」から命名。小田原名産の梅を漬ける樽を模した曲物に味付けご飯、鳥そぼろ、数々のおかずが盛り込まれている。
- シュウマイ弁当 - 崎陽軒のものとは異なり、名前に"ュ"が入っている表記が正しい。また内容も異なり、シュウマイの個数が7個で、唐揚げや蒲鉾といった食材ではなく、とりそぼろ・キャラしぐれが盛り込まれている。東華軒のシュウマイ弁当

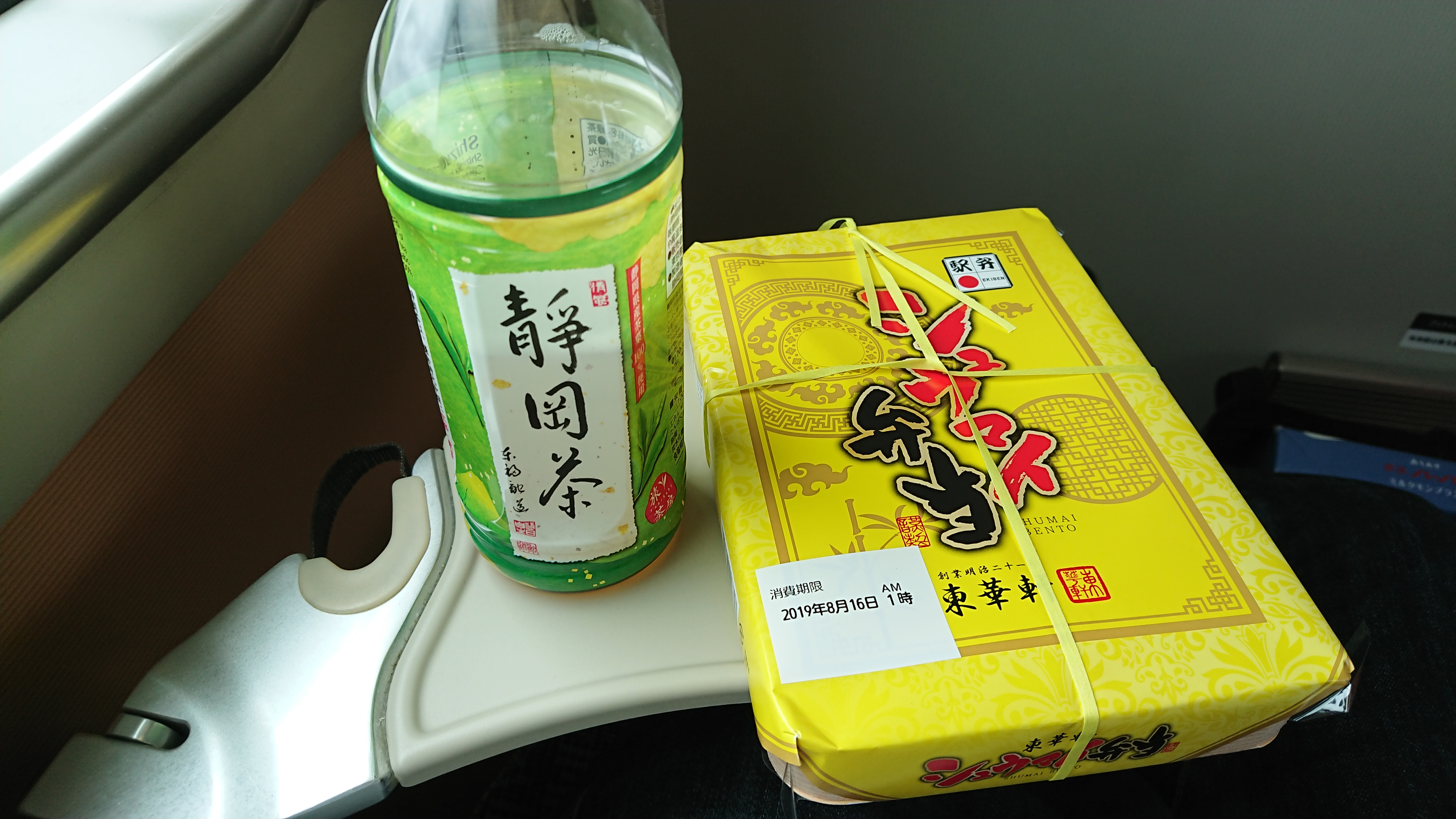
東華軒のシュウマイ弁当

- おたのしみ弁当

## 販売駅
- 国府津駅
- 小田原駅（東海旅客鉄道部分及び駅前広場）
- 熱海駅（東海旅客鉄道部分及び在来線コンコース、駅ビルラスカ内）